# Ubu Imperator
Ubu Imperator est un tableau peint par Max Ernst en 1923. Cette huile sur toile représente un Père Ubu rouge en forme de toupie. 

## Histoire
Max Ernst s'est installé à Paris, dans le quartier Montparnasse en 1922. Ses œuvres évoquent la situation politique en Allemagne dans l'après Première Guerre mondiale. Il est inquiet de l'évolution en cours.
Fondateur du groupe Dada de Cologne, intéressé par la psychanalyse freudienne, les rêves et les images de l'inconscient, ses créations à Paris annoncent le surréalisme. Il s'appuie aussi pour ce tableau sur une gravure d'Alfred Jarry, le Véritable portrait de Monsieur Ubu.
Il indiquera aussi ultérieurement dans une revue intitulée La Révolution surréaliste : « Je reconnais nettement que cet étrange peintre est mon père (...). Avec des efforts effrénés, il fait tourner et bondir autour de mon lit cette abominable toupie qui contient toutes les horreurs que mon père est capable d’éveiller. »

## Présence en collection
Elle est conservée au musée national d'Art moderne, à Paris.